# فرانسيس كلوديا رايت
فرانسيس كلوديا رايت (بالإنجليزية: Frances Claudia Wright)‏ هي محامية سيراليونية، ولدت في 5 مارس 1919 في فريتاون في سيراليون، وتوفيت في 2 أبريل 2010 في ساوث كنزنغتون في المملكة المتحدة.